# Diskobolos
Diskobolos starořeckého sochaře Myróna (řecky Δισκοβόλος του Μύρωνα, Myrónův vrhač disků) je jedna z nejznámějších antických soch. Jde o akt atletického mladého muže s diskem v ruce, znázorněného v okamžiku napětí a soustředění těsně před hodem. Zřejmě představuje buď vítěze v hodu diskem, jedné z disciplín tehdejšího desetiboje, anebo mytického Hyakintha, který soutěžil v hodu diskem s Apollónem. Originální bronzový odlitek z let asi 460–450 př. n. l. se nedochoval, dílo však je známo z několika antických kopií či jejich torz. První významný nález kopie Diskobola se odehrál roku 1781 na římském Esquilinu, kde byla nalezena mramorová socha o výšce 1,56 metru, dnes uložená v Národním muzeu v Římě.  